# Серра-дуз-Айморес
Серра-дуз-Айморес (порт. Serra dos Aimorés) — муниципалитет в Бразилии, входит в штат Минас-Жерайс. Составная часть мезорегиона Вали-ду-Мукури. Входит в экономико-статистический микрорегион Нануки. Население составляет 6673 человека на 2006 год. Занимает площадь 215,150 км². Плотность населения — 31,0 чел./км².

## История
Город основан 30 декабря 1962 года.

## Статистика
- Валовой внутренний продукт на 2003 год составляет 31 869 402,00 реалов (данные: Бразильский институт географии и статистики).
- Валовой внутренний продукт на душу населения на 2003 год составляет 4327,14 реалов (данные: Бразильский институт географии и статистики).
- Индекс развития человеческого потенциала на 2000 год составляет 0,655 (данные: Программа развития ООН).